# Ferdinand Stucker

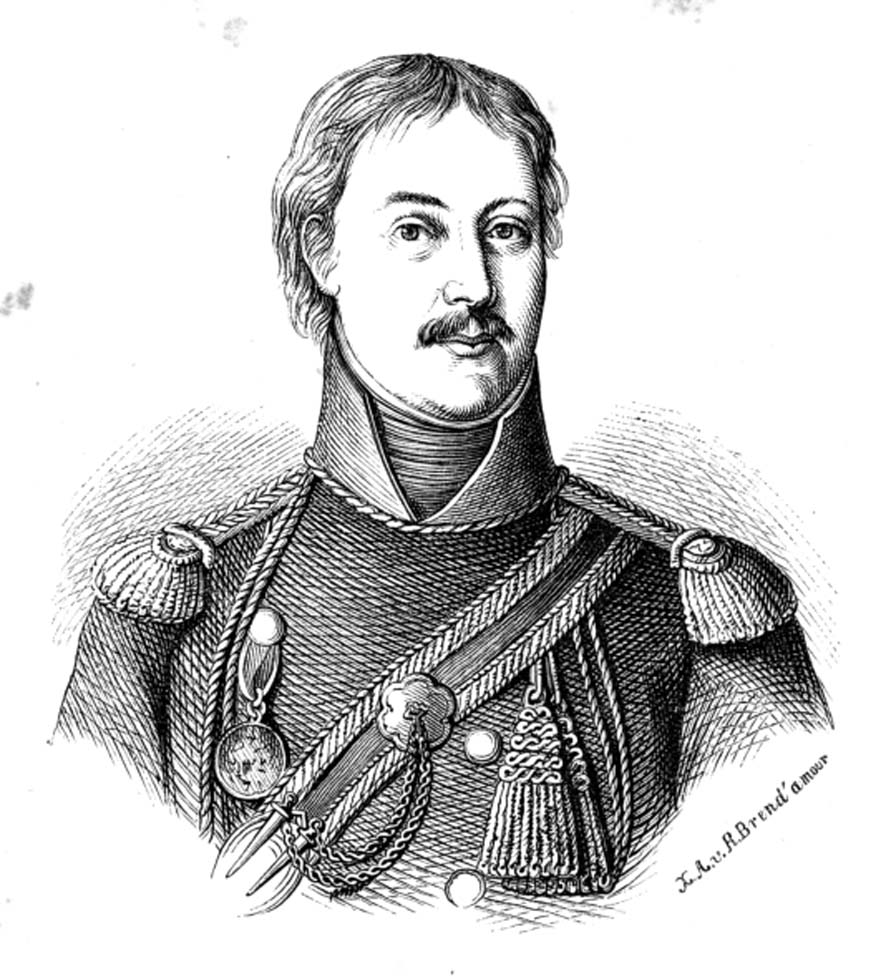
Porträt von Ferdinand Stucker 1870

Ferdinand Stucker (* 24. September 1772 in Weyerhof; † 23. Dezember 1824 in Mähren) war ein deutscher Advokat und Freiheitskämpfer zur Zeit der Koalitionskriege zuletzt als Oberstleutnant in der österreichischen Armee.

## Leben
Sein vollständiger Name war Ferdinand Maria Stucker. Er war Sohn des auf dem Weyerhof wohnenden Advokaten Mathias Liborius Stucker. Nach Abschluss seiner Studien trat er 1795 in den Justizdienst ein. Im Jahre 1808 erwarb er die mährischen Güter Všechovice und Provodovice. Stucker war seit 1803 mit Euphemia Želecký von Počenice verheiratet und hatte drei Kinder. Sein Sohn Franz Hubert Stücker von Weyershof erbte die väterlichen Güter.

### Die Franzosenzeit
Für Bensberg begann die Franzosenzeit im September 1795, als französische Truppen einrückten. Damit kam es in der ganzen Umgegend zu zahlreichen Plünderungen. Hinter dem neuen Schloss war 1795 ein Lager mit 800 Mann Fußvolk und 400 Reitern eingerichtet, die alle zu versorgen waren. In dieser Situation schloss sich Stucker mit anderen freiheitlich gesinnten Freunden zusammen, zu denen auch der sogenannte Heldenpastor Johann Peter Ommerborn gehörte, um mit ihnen zusammen gegen die Plünderer anzutreten. Insgesamt konnte Stucker schon nach kurzer Zeit auf etwa 200 Helfer bei seinen Aktionen zurückgreifen. Dadurch war er in der Lage, den Franzosen entgegenzutreten, viele von ihnen zu töten und ihnen manche Beute wieder zu entreißen. Auch konnten etliche Gehöfte rechtzeitig vor den Plünderungen geschützt werden.

### Der Kampf am Hohnsberg
Für den 18. November 1795 hatte man geplant, sich mit einer großen Anzahl von Bewaffneten auf dem Hohnsberg zwischen Much und Marialinden zu treffen und dann zusammen mit den kaiserlichen Vorpostenhusaren unter Rittmeister Grisar über Overath nach Bensberg vorzubrechen, um dort den General Lefèbvre zum Rückzug zu zwingen. Von Lindlar und Wipperfürth bis zur unteren Agger wurde auch von kirchlicher Seite aufgerufen, die Räuberbanden zu vertreiben. Am Abend des 17. November brannten Lärmfeuer auf den Höhen zu beiden Seiten der Agger, in der Nacht klangen die Sturmglocken. Dieser Plan war den Franzosen aber verraten worden. Am Morgen des 18. November eilten von allen Seiten bewaffnete Landleute Richtung Much zum Hohnsberg, wo der Sammelplatz war. Einige trugen Flinten und Säbel, andere hatten Äxte und Sensen oder sogar mittelalterliche Hellebarden. Beim Eintreffen der ersten Landleute stellte sich heraus, dass sie von französischen Truppen umzingelt waren. Den meisten gelang die Flucht. Es kam dabei aber auch zu Kämpfen. Dabei wurde Stucker schwer verwundet.

### Der bergische Held
Nach seiner Genesung ging er als Offizier zu den Kaiserlichen Truppen. Seine Kameraden nannten ihn der bergische Held.  In der Völkerschlacht von Leipzig erlebte er, wie Napoleons Truppen vertrieben wurden.

## Auszeichnungen und Ehrungen
- 1802 wurde er unter dem Beinamen seines Geburtshauses als Ferdinand Stucker von Weyerhof in den Reichsfreiherrenstand erhoben.[1] Im Jahre 1810 erfolgte die Erhebung in dem österreichischen Adelsstand mit dem Prädikat von Wayerhof.[5] 1812 wurde er mit böhmischen Inkolat[6] in den Ritterstand[7] erhoben.
- Die ehemals selbständige Stadt Bensberg hat zwischen 1920 und 1930 die Ferdinand-Stucker-Straße nach ihm benannt.[8]
- 1931 wurde ihm ein Denkmal auf dem Deutschen Platz in Bensberg errichtet.[9]